# Willem Brakman
 (décembre 2024).
La mise en forme du texte ne suit pas les recommandations de Wikipédia : il faut le « wikifier ».
Les points d'amélioration suivants sont les cas les plus fréquents :
- Les titres sont pré-formatés par le logiciel. Ils ne sont ni en capitales, ni en gras.
- Le texte ne doit pas être écrit en capitales (les noms de famille non plus), ni en gras, ni en italique, ni en « petit »…
- Le gras n'est utilisé que pour surligner le titre de l'article dans l'introduction, une seule fois.
- L'italique est rarement utilisé : mots en langue étrangère, titres d'œuvres, noms de bateaux, etc.
- Les citations ne sont pas en italique mais en corps de texte normal. Elles sont entourées par des guillemets français : « et ».
- Les listes à puces sont à éviter, des paragraphes rédigés étant largement préférés. Les tableaux sont à réserver à la présentation de données structurées (résultats, etc.).
- Les appels de note de bas de page (petits chiffres en exposant, introduits par l'outil «  Source ») sont à placer entre la fin de phrase et le point final[comme ça].
- Les liens internes (vers d'autres articles de Wikipédia) sont à choisir avec parcimonie. Créez des liens vers des articles approfondissant le sujet. Les termes génériques sans rapport avec le sujet sont à éviter, ainsi que les répétitions de liens vers un même terme.
- Les liens externes sont à placer uniquement dans une section « Liens externes », à la fin de l'article. Ces liens sont à choisir avec parcimonie suivant les règles définies. Si un lien sert de source à l'article, son insertion dans le texte est à faire par les notes de bas de page.
- La présentation des références doit suivre les conventions bibliographiques. Il est recommandé d'utiliser les modèles {{Ouvrage}}, {{Chapitre}}, {{Article}}, {{Lien web}} et/ou {{Bibliographie}}. Le mode d'édition visuel peut mettre en forme automatiquement les références.
- Insérer une infobox (cadre d'informations à droite) n'est pas obligatoire pour parachever la mise en page.

Pour une aide détaillée, merci de consulter Aide:Wikification.
Si vous pensez que ces points ont été résolus, vous pouvez retirer ce bandeau et améliorer la mise en forme d'un autre article.
Willem Pieter Jacobus Brakman (né à La Haye le 13 juin 1922, décédé à Boekelo le 8 mai 2008) est un écrivain néerlandais. De 1961 à 2004, il publie quelque 51 romans, recueils de contes, nouvelles et divers essais, ce qui fait de lui l’un des écrivains néerlandais les plus prolifiques de l’après-guerre. Il reçut trois grands prix littéraires dont, en 1980, le prestigieux prix P.C. Hooft.

## Biographie
Après ses études primaires, Brakman commença à travailler dans un bureau tout en poursuivant, le soir, ses études secondaires. Il passa ses examens avec brio en 1945 et se qualifia pour une bourse d’études. Il put ainsi étudier la médecine à Leyde où il fut enrôlé de 1952 à 1953 dans le service sanitaire militaire (MGD), exerçant à Amersfoort et à Ede. Dans les années subséquentes, il ouvrit un cabinet dans sa ville natale. Quelques années plus tard, il travailla en qualité de médecin dans treize usines de textile à Enschede, expérience qui se reflétera par la suite dans son œuvre littéraire.
À Enschede, le travail requérant moins de son temps que sa clinique privée fort achalandée, il put commencer, à près de quarante ans, une carrière littéraire largement autobiographique où l’on retrouve le ton critique de la jeunesse mêlé à une certaine ironie. En témoigne le conte Het Mariabeeld dont se servit Joost Zwagerman dans son Anthologie de la littérature néerlandaise et flamande à travers les contes à  partir de 1880. Nombre de lecteurs trouvèrent cependant Brakman quelque peu difficile d’accès, si bien que son public se fit rare au départ. Lui-même se justifia : « J’écris pour les bons lecteurs », entendant sans doute : « Pour ceux qui me comprennent ».
Sa carrière prit son essor après sa rencontre avec Nol Gregoor en 1944. Ce dernier travaillait comme fonctionnaire dans un ministère, mais était également grand connaisseur de littérature et de sculpture. Il invita Brakman dans son cercle de poètes et de peintres. Cette rencontre devait s’avérer déterminante pour la carrière de Brakman. Déjà connu pour ses entrevues et sa biographie de Simon Vestdijk, Gregoor écrivit sur son ami un conte, De heer Hop herinnert zich  en 1962. Pour sa part, Brakman écrivit en 1962 un recueil de contes, De weg naar huis qui est une collection de lettres écrites à l'intention de son ami  avant le décès de celui-ci en 2000.

## Œuvre

### Lieux où se déroulent l’action
Bien que ses romans prennent place généralement hors du brouhaha des villes modernes, les endroits où se déroulent l’action  jouent un rôle  particulier dans l’œuvre de Brakman. Déjà en 1961, le roman  Een winterreis traçait un portrait à la fois touchant et frappant de la vie d’hier et d’aujourd’hui de la ville de Hulst et de ses habitants. Ce roman fut récompensé par le prix Lucy B. et C.W. van der Hoogt.
Une grande partie de son œuvre se déroule dans sa ville natale de La Haye et plusieurs d’entre eux ont pour cadre les quartiers où il a grandi : Duindorp et Bomenbuurt. Dans son roman, De sloop der dingen paru en 2000, il devait du reste s’élever avec véhémence contre les plans de développement mis de l’avant par les promoteurs de ce quartier de la ville. De 1957 à 1985, Brakman vécut à Enschede où il avait établi sa clinique médicale et où, à nouveau, se déroulent nombre de ses romans. À de nombreuses reprises Brakman parle de cette ville comme de la « petite ville mal aimée » parce que ses développeurs ne se soucièrent guère de son histoire en établissant  leurs plans; résultat, nombre de monuments historiques furent détruits pour laisser place à des édifices aux façades ternes et uniformes. Aux romans que l’on pourrait considérer comme « romans d’Enschede » appartiennent Come-Back (1980), De oorveeg  (1984) et  Het doodgezegde park  (1986). Le roman  Kind in de buurt, paru en 1972, donna naissance à divers commentaires de la part d’artistes locaux qui y virent une critique de leur art. Ceci n’empêcha pas Brakman d’être honoré par l’administration municipale, entre autres lors d’un évènement dans le grand parc municipal où, lorsque actionnés par un bouton, des haut-parleurs diffusaient des textes de Brakman sur un étang. L’installation fut inaugurée par Brakman lui-même, mais fut bientôt l’objet de vandalisme.

## Thèmes
Les thèmes que l’on retrouve le plus souvent dans les romans de Brakman sont la fragilité de la condition humaine, la peur de la mort, la solitude, la terreur et l’érotisme. Dans les ouvrages de la maturité se démarque le thème du parallèle entre la réalité et les apparences. Bien qu’on le trouve déjà présent  dès 1972 dans Kind in de buurt, ce thème prend toute son importance dans Ansichten uit Amerika paru en 1981. Une des figures du Nouveau Testament, celle de Lazare, exerça sur Brinkman une véritable fascination qui apparaît dans De opstanding (1963) et dans le roman historique De gehoorzame dode (1964), romans qui auraient dû à l’origine n’en faire qu’un, mais que des problèmes obligèrent Brakman à séparer.

### Recherches
Bien qu’il s’agisse d’œuvres d’imagination, les romans de Brakman ont fait l’objet de recherches sur le terrain qui leur donnent un caractère d'authenticité véritable. En 1988, pour sa nouvelle Heer of kamer, racontant la vie de Jack the Ripper, Brinkman se rendit sur le terrain voir les lieux où s’étaient produits les crimes. Pour sa nouvelle  Portret van een dame, paru dans le recueil de contes  Zes subtiele verhalen  en 1978, il visita la villa où résidait celle-ci et son excentrique famille près de Bad Bentheim en Allemagne. Le roman Het groen van Delvaux paru en 1996 traite d’une maison d’éducation où se mêlent activités commerciales et quasi-scientifiques. À la fin de la première année scolaire, les professeurs quittent avec soulagement l’édifice. Deux d’entre eux, Kwaadvlieg et Blommestein  traversent à pied la Veluwe en quête de la tombe d’Helene Kröller-Müller. Brakman lui-même avait effectué un pèlerinage semblable en 1995 à travers la Veluwe pour retrouver la tombe de celle qui fut l’épouse du fondateur du musée de la Haute-Veluwe qui  abrite plus de 20 000 œuvres  acquises entre 1907 et 1922 par le couple. Pour certains de ses livres ayant trait au judaïsme, Brakman s’était rendu sur le terrain où se situaient les faits racontés dans le Talmud.

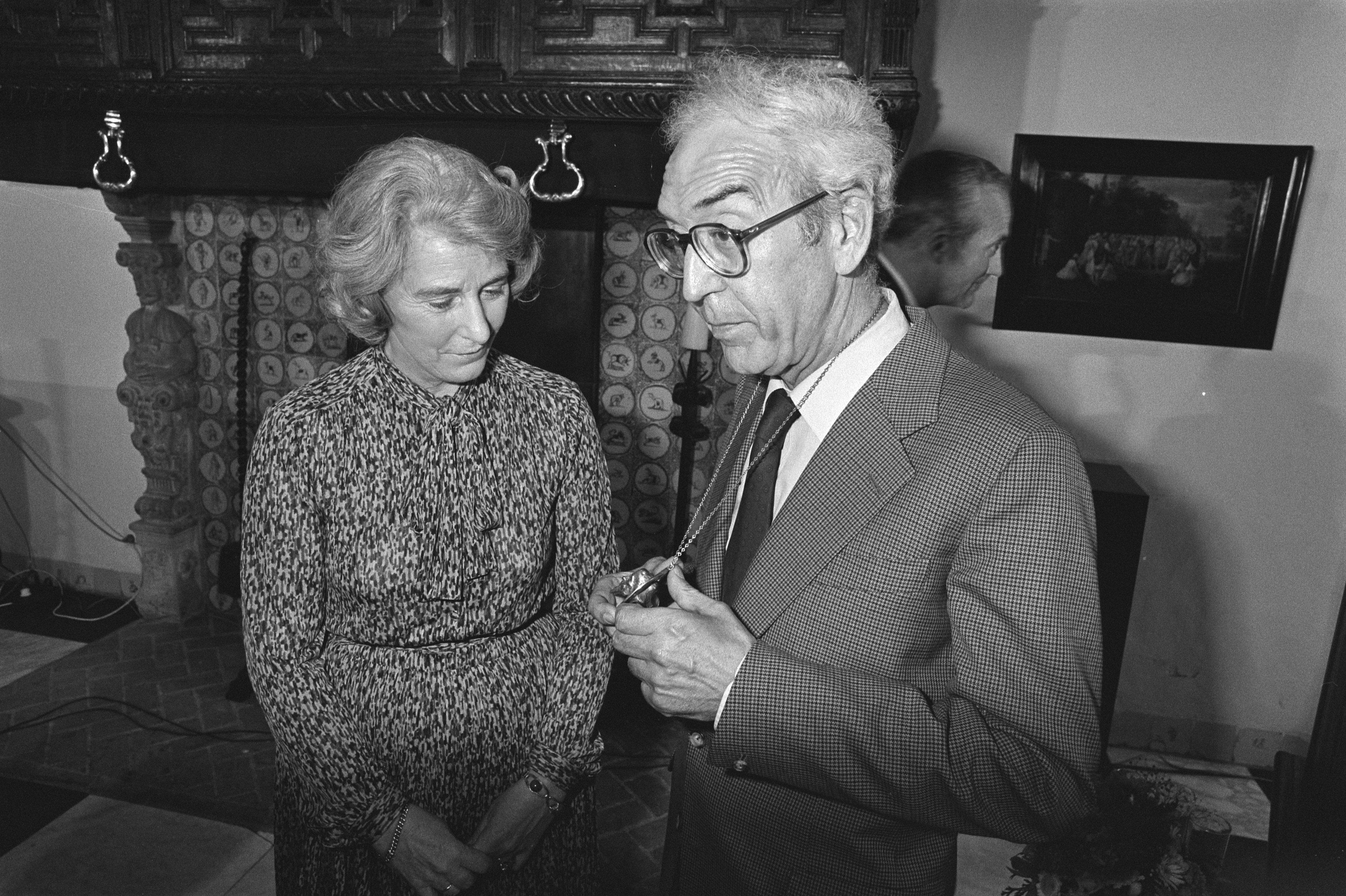
Brakman recevant le prix P.C. Hooft pour l'ensemble de son œuvre.

## Prix
- Prix “Lucy B. en C.W. van der Hoogt”, 1962, pour  Een winterreis.
- Prix Ferdinand-Bordewijk , 1979, pour  Zes subtiele verhalen.
- Prix P.C. Hooft, 1980, pour l’ensemble de son œuvre.

## Œuvre
- 1961 - Een winterreis (roman)
- 1961 - Die ene mens (roman)
- 1962 - De weg naar huis (contes)
- 1963 - De opstandeling (roman)
- 1964 - De gehoorzame dode (roman)
- 1965 - Water als water (nouvelles)
- 1967 - Het godgeklaagde feest: een beeldroman (roman)
- 1969 - Debielen en demonen (roman)
- 1972 - Kind in de buurt (roman)
- 1974 - Het zwart uit de mond van Madame Bovary (roman)
- 1975 - De biograaf (roman)
- 1976 - Glubkes oordeel & Over het monster van Frankenstein (nouvelle et essai)
- 1977 - De blauw-zilveren koning (roman)
- 1978 - Zes subtiele verhalen (contes)
- 1978 - Typograaf (édition numérotée)
- 1979 - Vijf manieren om een oude dame te wekken (contes)
- 1979 - Jeugd als bouwstof, in: Juffrouw Idastraat 11 (texte d’un discours)
- 1980 - Come-back (roman)
- 1980 - De gegoeden (édition numérotée)
- 1980 - Bij nader inzien, in: de Revisor (tekst van een lezing)
- 1980 - Op het quatrijn, en collaboration avec Nol Gregoor (poésie, édition numérotée)
- 1981 - Ansichten uit Amerika (roman)
- 1981 - Zeeland bestaat niet (contes et essais)
- 1982 - Schrijvers op reis, in: De Tijd (essai)
- 1982 - Een weekend in Oostende (roman)
- 1982 - Schrijven in Overijssel, in: A. van Dis en T. Hermans, Het land der Letteren. Nederland door schrijvers & dichters in kaart gebracht (essai)
- 1982 - Waar niet woont is iedereen thuis (édition numérotée)
- 1983 - De brandende kwestie: de dood in Volterra, in: Vrij Nederland (essai)
- 1983 - Een wak in het kroos (essai)
- 1983 - De reis van de douanier naar Bentheim (nouvelle)
- 1984 - Een familiedrama (contes)
- 1984 - De oorveeg (roman)
- 1985 - Ondertekend (édition numérotée)
- 1985 - De pop ontpopt (édition numérotée)
- 1985 - De bekentenis van de heer K. (roman)
- 1985 - De jojo van de lezer (essais)
- 1985 - Ziel (édition numérotée)
- 1985 - Leesclubje (roman)
- 1985 - Kanttekeningen bij een betekenis (édition numérotée )
- 1986 - De graaf van Den Haag (roman)
- 1986 - Het doodgezegde park (roman)
- 1986 - Dichtoefeningen (poésie, édition numérotée)
- 1987 - Jongensboek (contes)
- 1987 - Oom Anton (édition numérotée)
- 1988 - Heer op kamer (nouvelle)
- 1988 - Glossen en Schelfhoutjes (essais)
- 1988 - Rechtop in de kamer (poésie, édition numérotée)
- 1989 - Pop op de bank. Een autobiografie (autobiographie)
- 1989 - De vadermoorders (roman)
- 1990 - Noctua (édition numérotée)
- 1990 - Van de in hogere kringen verliefde (roman)
- 1990 - Met een klein handje (édition numérotée)
- 1991 - Een heiligverklaring (nouvelle)
- 1991 - Inferno (roman)
- 1992 - Een vreemde stam heeft mij geroofd (roman)
- 1992 - Scherf (édition numérotée)
- 1992 - Ludwig in De Kokerjuffer (édition numérotée)
- 1992 - Barbaars gebrul (edition pour bibliophiles)
- 1992 - Kunstenaarssociëteit (édition numérotée)
- 1993 - Vincent (roman)
- 1994 - Late vereffening (roman)
- 1994 - Een goede zaak (roman)
- 1994 - Haagse School (édition numérotée)
- 1995 - Een zonnig toneelstuk of Als Ik Terugdenk Aan De Oorlog (édition numérotée)
- 1995 - Een voortreffelijke ridder (nouvelle)
- 1996 - Interieur (nouvelle)
- 1996 - Het groen van Delvaux (roman)
- 1997 - De oertekst (édition numérotée)
- 1997 - De gelukzaligen (roman)
- 1997 - Voltreffer (édition numérotée)
- 1997 - Bric à brac (édition numérotée)
- 1998 - Het goede boek (roman)
- 1998 - Ante Diluvium (roman)
- 1999 - De koning is dood (roman)
- 1999 - Vestdijk en pantoufles  (édition numérotée)
- 1999 - Museumrevolte (édition numérotée)
- 1999 - Het onlieflijke stadje E. Willem Brakman en Enschede, een bloemlezing (anthologie)
- 2000 - De sloop der dingen (roman)
- 2000 - De intrigant (édition numérotée)
- 2001 - Vrij uitzicht (essais)
- 2002 - Gesprekken in huizen aan zee (roman)
- 2002 - Wit gepleisterd en met rieten dak (poésie, édition numérotée)
- 2002 - Troostbrieven (poésie, édition numérotée)
- 2003 - De gifmenger (roman)
- 2003 - Nazomer (roman)
- 2004 - Rivalen (édition numérotée)
- 2004 - De afwijzing (roman)
- 2004 - J'accuse! Een autobiografie (autobiographie)
- 2005 - Moenens luchtige sprongen (roman)
- 2006 - Naar de zee, om het strand te zien (roman)
- 2008 - De afwezige aanwezige. Brieven van Brakman (lettres)
- 2011 - Voltreffer (essais)
- 2013 - De verhalen (contes)
- 2018 - Gaven, giften en vergiften. Brieven (échanges avec Simon Vestdijk)